# 제일라

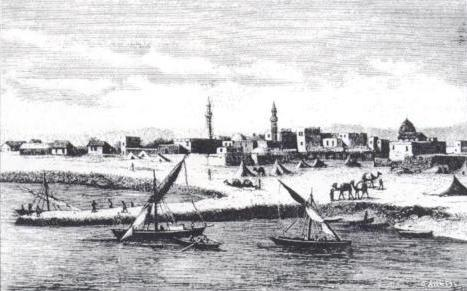
19세기에 그려진 제일라의 조각화

제일라(Zeila, 소말리어: Saylac, 아랍어: زيلع) 또는 자일라(Zaila)는 소말리아 북서부 아우달주의 항구 도시이다.